# Moseley
Moseley é um dos subúrbios de Birmingham, na Inglaterra, localizada 3 quilômetros ao sul do centro da cidade. É notória por suas áreas residenciais, comerciais e pela vida noturna.
J. R. R. Tolkien passou seus primeiros anos em Moseley, vivendo perto de Sarehole Mill em Hall Green. Acredita-se que Sarehole Mill tenha sido sua inspiração para o tranquilo Condado em O Senhor dos Anéis. Ele também se inspirou no Pântano de Moseley para a paisagem da Terra Média.